# Chińskie Tajpej na Letnich Igrzyskach Olimpijskich 2012
Chińskie Tajpej na Letnich Igrzyskach Olimpijskich 2012, które odbyły się w Londynie reprezentowało 44 zawodników. Zdobyli oni 2 medale: po jednym srebrnym i brązowym, zajmując 63. miejsce w klasyfikacji medalowej.
Był to ósmy start reprezentacji Chińskiego Tajpej na letnich igrzyskach olimpijskich. Osiem wcześniejszych startów reprezentacja ta zaliczyła jako Republika Chińska.

## Zdobyte medale
| Medal  | Zawodnik       | Dyscyplina           | Konkurencja          | Rezultat                                              | Data       |
| ------ | -------------- | -------------------- | -------------------- | ----------------------------------------------------- | ---------- |
| Srebro | Hsu Shu-ching  | Podnoszenie ciężarów | Waga do 53 kg kobiet | 219 kg                                                | 29 lipca   |
| Brąz   | Tseng Li-cheng | Taekwondo            | Waga do 57 kg kobiet | W pojedynku o brąz pokonała Finkę Suvi Mikkonen 14-2. | 9 sierpnia |

## Reprezentanci

### Badminton
Mężczyźni
| Zawodnik                    | Konkurencja    | Faza grupowa                 | Faza grupowa                             | Faza grupowa                   | Faza grupowa | Eliminacje        | Ćwierćfinał                     | Półfinał          | Finał             | Finał   |
| Zawodnik                    | Konkurencja    | Przeciwnik Punkty            | Przeciwnik Punkty                        | Przeciwnik Punkty              | Miejsce      | Przeciwnik Punkty | Przeciwnik Punkty               | Przeciwnik Punkty | Przeciwnik Punkty | Miejsce |
| --------------------------- | -------------- | ---------------------------- | ---------------------------------------- | ------------------------------ | ------------ | ----------------- | ------------------------------- | ----------------- | ----------------- | ------- |
| Hsu Jen-hao                 | gra pojedyncza | Son WH P (14-21, 10-21)      | Iwanow P (15-21, 13-21)                  | —                              | 3.           | NQ                | NQ                              | NQ                | NQ                | NQ      |
| Fang Chieh-min Lee Sheng-mu | gra podwójna   | Cai Y/ Fu H P (19-21, 13-21) | Kindervater / Schöttler W (21-15, 21–16) | Smith / Warfe W (21–14, 21–13) | 2 Q          | —                 | Boe / Mogensen P (16-21, 18-21) | NQ                | NQ                | NQ      |

Kobiety
| Zawodniczka                   | Konkurencja    | Faza grupowa                     | Faza grupowa                             | Faza grupowa                         | Faza grupowa | Eliminacje            | Ćwierćfinał                      | Półfinał             | Finał                | Finał   |
| Zawodniczka                   | Konkurencja    | Przeciwniczka Punkty             | Przeciwniczka Punkty                     | Przeciwniczka Punkty                 | Miejsce      | Przeciwniczka Punkty  | Przeciwniczka Punkty             | Przeciwniczka Punkty | Przeciwniczka Punkty | Miejsce |
| ----------------------------- | -------------- | -------------------------------- | ---------------------------------------- | ------------------------------------ | ------------ | --------------------- | -------------------------------- | -------------------- | -------------------- | ------- |
| Cheng Shao-chieh              | gra pojedyncza | Yiğit W (21–10, 21–6)            | Prutsch W (21–11, 21–9)                  | —                                    | 1 Q          | Gu J W (21–18, 21-10) | Wang Y P (14-21, 11-21)          | NQ                   | NQ                   | NQ      |
| Tai Tzu-ying                  | gra pojedyncza | Nieminen W (21–11, 21–14)        | Montero W (21-6, 21-10)                  | —                                    | 1 Q          | Li X P (16-21, 21-23) | NQ                               | NQ                   | NQ                   | NQ      |
| Cheng Wen-hsing Chien Yu-chin | gra podwójna   | Fujii / Kakiiwa W (21–19, 21-11) | Gutta / Ponnappa P (23-25, 21-16, 18-21) | Sari / Yao L W (18-21, 21–15, 21-15) | 1 Q          | —                     | Tian Q / Zhao Y W (10-12, 14-21) | NQ                   | NQ                   | NQ      |

Mieszane
| Zawodnicy                      | Konkurencja  | Faza grupowa                 | Faza grupowa                                 | Faza grupowa                              | Faza grupowa | Ćwierćfinał        | Półfinał           | Finał              | Finał   |
| Zawodnicy                      | Konkurencja  | Przeciwnicy Punkty           | Przeciwnicy Punkty                           | Przeciwnicy Punkty                        | Miejsce      | Przeciwnicy Punkty | Przeciwnicy Punkty | Przeciwnicy Punkty | Miejsce |
| ------------------------------ | ------------ | ---------------------------- | -------------------------------------------- | ----------------------------------------- | ------------ | ------------------ | ------------------ | ------------------ | ------- |
| Chen Hung-ling Cheng Wen-hsing | gra mieszana | Xu C / Ma J P (16-21, 20-22) | Prapakamol / Thoungthongkam P (15-21, 16-21) | Chan P S / Goh L Y W (21–12, 6-21, 21–15) | 3.           | NQ                 | NQ                 | NQ                 | NQ      |

### Judo
Mężczyźni
| Zawodnik   | Konkurencja | 1/32             | 1/16                   | 1/8              | Ćwierćfinał      | Półfinał         | Pierwsza runda repasaży | Półfinał repasaży | Finał            | Finał   |
| Zawodnik   | Konkurencja | Przeciwnik Wynik | Przeciwnik Wynik       | Przeciwnik Wynik | Przeciwnik Wynik | Przeciwnik Wynik | Przeciwnik Wynik        | Przeciwnik Wynik  | Przeciwnik Wynik | Pozycja |
| ---------- | ----------- | ---------------- | ---------------------- | ---------------- | ---------------- | ---------------- | ----------------------- | ----------------- | ---------------- | ------- |
| Tu Kai-wen | −66 kg      | BYE              | Hashbaatar P 0001-0111 | NQ               | NQ               | NQ               | NQ                      | NQ                | NQ               | NQ      |

### Kolarstwo

#### Kolarstwo szosowe
Kobiety
| Zawodniczka  | Konkurencja                | Czas | Miejsce |
| ------------ | -------------------------- | ---- | ------- |
| Hsiao Mei-yu | wyścig ze startu wspólnego | OTL  | OTL     |

#### Kolarstwo torowe
Kobiety
Omnium
| Zawodniczka  | Konkurencja   | Start lotny | Start lotny | Wyścig punktowy | Wyścig punktowy | Wyścig eliminacyjny | Wyścig na dochodzenie | Wyścig na dochodzenie | Scratch | Wyścig na 1000 m | Wyścig na 1000 m | Suma punktów | Miejsce |
| Zawodniczka  | Konkurencja   | Czas        | Miejsce     | Punkty          | Miejsce         | Miejsce             | Przeciwnik Wynik      | Czas                  | Miejsce | Czas             | Miejsce          | Suma punktów | Miejsce |
| ------------ | ------------- | ----------- | ----------- | --------------- | --------------- | ------------------- | --------------------- | --------------------- | ------- | ---------------- | ---------------- | ------------ | ------- |
| Hsiao Mei-yu | omnium kobiet | 14.662      | 11          | 2               | 17              | 17                  | 3:49.051              | 16                    | 15      | 36.482           | 9                | 85           | 17      |

### Lekkoatletyka
Mężczyźni
| Zawodnik       | Konkurencja       | Eliminacje | Eliminacje | Półfinał | Półfinał | Finał   | Finał   |
| Zawodnik       | Konkurencja       | Wynik      | Miejsce    | Wynik    | Miejsce  | Wynik   | Miejsce |
| -------------- | ----------------- | ---------- | ---------- | -------- | -------- | ------- | ------- |
| Chen Chieh     | 400m przez płotki | 50.27      | 6.         | NQ       | NQ       | NQ      | NQ      |
| Chang Chia-che | maraton           | —          | —          | —        | —        | 2:29:58 | 77.     |

| Zawodnik         | Konkurencja    | Kwalifikacje | Kwalifikacje | Finał    | Finał   |
| Zawodnik         | Konkurencja    | Rezultat     | Miejsce      | Rezultat | Miejsce |
| ---------------- | -------------- | ------------ | ------------ | -------- | ------- |
| Chang Ming-huang | Pchnięcie kulą | 20.25        | 12.          | 19.99    | 12.     |
| Lin Ching-hsuan  | Skok w dal     | 7.38         | =33.         | NQ       | NQ      |

Kobiety
| Zawodniczka   | Konkurencja    | Kwalifikacje | Kwalifikacje | Finał    | Finał   |
| Zawodniczka   | Konkurencja    | Rezultat     | Miejsce      | Rezultat | Miejsce |
| ------------- | -------------- | ------------ | ------------ | -------- | ------- |
| Lin Chia-ying | Pchnięcie kulą | 17.43        | 26.          | NQ       | NQ      |
| Li Wen-hua    | Rzut dyskiem   | 59.91        | 22.          | NQ       | NQ      |

### Łucznictwo
Mężczyźni
| Zawodnik                                   | Konkurencja   | Runda rankingowa | Runda rankingowa | 1/32             | 1/16             | 1/8              | Ćwierćfinał       | Półfinał         | Finał            | Finał   |
| Zawodnik                                   | Konkurencja   | Punkty           | Rozstawienie     | Przeciwnik Wynik | Przeciwnik Wynik | Przeciwnik Wynik | Przeciwnik Wynik  | Przeciwnik Wynik | Przeciwnik Wynik | Pozycja |
| ------------------------------------------ | ------------- | ---------------- | ---------------- | ---------------- | ---------------- | ---------------- | ----------------- | ---------------- | ---------------- | ------- |
| Chen Yu-chen                               | indywidualnie | 649              | 54.              | Nespoli W 6-2    | Ruban P 0-6      | NQ               | NQ                | NQ               | NQ               | NQ      |
| Kuo Cheng-wei                              | indywidualnie | 660              | 40.              | Malavé W 6-5     | El-Nemr W 6-2    | Iwaszko W 6-0    | van der Ven P 0-6 | NQ               | NQ               | NQ      |
| Wang Cheng-pang                            | indywidualnie | 663              | 33.              | Pineda W 6-0     | Im DH P 4-6      | NQ               | NQ                | NQ               | NQ               | NQ      |
| Chen Yu-chen Kuo Cheng-wei Wang Cheng-pang | drużynowo     | 1972             | 11.              | —                | —                | Włochy P 206-212 | NQ                | NQ               | NQ               | NQ      |

Kobiety
| Zawodniczka                           | Konkurencja   | Runda rankingowa | Runda rankingowa | 1/32                | 1/16                | 1/8                 | Ćwierćfinał             | Półfinał            | Finał               | Finał   |
| Zawodniczka                           | Konkurencja   | Punkty           | Rozstawienie     | Przeciwniczka Wynik | Przeciwniczka Wynik | Przeciwniczka Wynik | Przeciwniczka Wynik     | Przeciwniczka Wynik | Przeciwniczka Wynik | Pozycja |
| ------------------------------------- | ------------- | ---------------- | ---------------- | ------------------- | ------------------- | ------------------- | ----------------------- | ------------------- | ------------------- | ------- |
| Le Chien-ying                         | indywidualnie | 638              | 39.              | Löklüoğlu W 6-0     | Christiansen P 4-6  | NQ                  | NQ                      | NQ                  | NQ                  | NQ      |
| Lin Chia-en                           | indywidualnie | 667              | 5.               | Hashim W 6-2        | Schuh P 5-6         | NQ                  | NQ                      | NQ                  | NQ                  | NQ      |
| Tan Ya-ting                           | indywidualnie | 671              | 3.               | Dielen W 6-4        | Richter W 6-2       | Lionetti P 2-6      | NQ                      | NQ                  | NQ                  | NQ      |
| Le Chien-ying Lin Chia-en Tan Ya-ting | drużynowo     | 1976             | 3.               | —                   | —                   | BYE                 | Rosja P 216-216 (26-28) | NQ                  | NQ                  | NQ      |

### Pływanie
Mężczyźni
| Zawodnik      | Konkurencja     | Eliminacje | Eliminacje | Półfinał | Półfinał | Finał | Finał   |
| Zawodnik      | Konkurencja     | Czas       | Miejsce    | Czas     | Miejsce  | Czas  | Miejsce |
| ------------- | --------------- | ---------- | ---------- | -------- | -------- | ----- | ------- |
| Hsu Chi-chieh | 200m motylkowym | 1:59.81    | 30.        | NQ       | NQ       | NQ    | NQ      |

Kobiety
| Zawodniczka    | Konkurencja     | Eliminacje | Eliminacje | Półfinał | Półfinał | Finał | Finał   |
| Zawodniczka    | Konkurencja     | Czas       | Miejsce    | Czas     | Miejsce  | Czas  | Miejsce |
| -------------- | --------------- | ---------- | ---------- | -------- | -------- | ----- | ------- |
| Chen I-chuan   | 100m klasycznym | 1:11.28    | 38.        | NQ       | NQ       | NQ    | NQ      |
| Cheng Wan-jung | 200m motylkowym | 2:14.29    | 28.        | NQ       | NQ       | NQ    | NQ      |
| Cheng Wan-jung | 200m zmiennym   | 2:17.39    | 31.        | NQ       | NQ       | NQ    | NQ      |

### Podnoszenie ciężarów
Mężczyźni
| Zawodnik        | Konkurencja  | Rwanie | Rwanie  | Podrzut | Podrzut | Razem | Pozycja |
| Zawodnik        | Konkurencja  | Wynik  | Pozycja | Wynik   | Pozycja | Razem | Pozycja |
| --------------- | ------------ | ------ | ------- | ------- | ------- | ----- | ------- |
| Chen Shih-chieh | Ponad 105 kg | 182    | 13.     | 236     | 6.      | 418   | 10.     |

Kobiety
| Zawodniczka    | Konkurencja | Rwanie | Rwanie  | Podrzut | Podrzut | Razem | Pozycja |
| Zawodniczka    | Konkurencja | Wynik  | Pozycja | Wynik   | Pozycja | Razem | Pozycja |
| -------------- | ----------- | ------ | ------- | ------- | ------- | ----- | ------- |
| Hsu Shu-ching  | Do 53 kg    | 96     | 2.      | 123     | 2.      | 219   | srebro  |
| Kuo Hsing-chun | Do 58 kg    | 99     | 12.     | 129     | 5.      | 228   | 8.      |
| Huang Shih-hsu | Do 69 kg    | 110    | 8.      | 131     | 8.      | 241   | 7.      |

### Strzelectwo
Kobiety
| Zawodniczka    | Konkurencja                | Kwalifikacje | Kwalifikacje | Finał  | Finał   |
| Zawodniczka    | Konkurencja                | Punkty       | Miejsce      | Punkty | Miejsce |
| -------------- | -------------------------- | ------------ | ------------ | ------ | ------- |
| Lin Yi-chun    | trap                       | 68           | 10.          | NQ     | NQ      |
| Tien Chia-chen | pistolet sportowy 25 m     | 580          | 16.          | NQ     | NQ      |
| Tien Chia-chen | pistolet pneumatyczny 10 m | 378          | 27.          | NQ     | NQ      |
| Yu Ai-wen      | pistolet pneumatyczny 10 m | 375          | 36.          | NQ     | NQ      |

### Szermierka
Kobiety
| Zawodniczka | Konkurencja          | 1/32                | 1/16                | 1/8                 | Ćwierćfinały        | Półfinały           | Finał               | Finał   |
| Zawodniczka | Konkurencja          | Przeciwniczka Wynik | Przeciwniczka Wynik | Przeciwniczka Wynik | Przeciwniczka Wynik | Przeciwniczka Wynik | Przeciwniczka Wynik | Pozycja |
| ----------- | -------------------- | ------------------- | ------------------- | ------------------- | ------------------- | ------------------- | ------------------- | ------- |
| Hsu Jo-ting | szpada indywidualnie | Hassanein W 15-10   | Brânză P 8-15       | NQ                  | NQ                  | NQ                  | NQ                  | NQ      |

### Taekwondo
| Zawodnicy      | Konkurencja | 1/16              | Ćwierćfinał        | Półfinał          | Repasaż 1         | Repasaż 2         | Finał             | Finał   |
| Zawodnicy      | Konkurencja | Przeciwnicy Wynik | Przeciwnicy Wynik  | Przeciwnicy Wynik | Przeciwnicy Wynik | Przeciwnicy Wynik | Przeciwnicy Wynik | Pozycja |
| -------------- | ----------- | ----------------- | ------------------ | ----------------- | ----------------- | ----------------- | ----------------- | ------- |
| Wei Chen-yang  | 58 kg (m)   | Lê HC W 5-1       | Dienisienko P 7-10 | NQ                | NQ                | NQ                | NQ                | NQ      |
| Yang Shu-chun  | 49 kg (k)   | Manz W 10-3       | Sonkham P 0-6      | NQ                | NQ                | NQ                | NQ                | NQ      |
| Tseng Li-cheng | 57 kg (k)   | Nisaisom W 4-1    | Paoli W 5-2        | Jones P 6-10      | BYE               | Mikkonen W 14-2   | NQ                | brąz    |

### Tenis stołowy
Mężczyźni
| Zawodnik         | Konkurencja | Eliminacje       | Runda 1          | Runda 2          | Runda 3          | Runda 4          | Ćwierćfinały     | Półfinały        | Finał             | Finał   |
| Zawodnik         | Konkurencja | Przeciwnik Wynik | Przeciwnik Wynik | Przeciwnik Wynik | Przeciwnik Wynik | Przeciwnik Wynik | Przeciwnik Wynik | Przeciwnik Wynik | Przeciwnik Wynik  | Pozycja |
| ---------------- | ----------- | ---------------- | ---------------- | ---------------- | ---------------- | ---------------- | ---------------- | ---------------- | ----------------- | ------- |
| Chuang Chih-yuan | singel      | BYE              | BYE              | BYE              | Zwickl W (4–0)   | Gaćina W (4–2)   | Crişan W (4–0)   | Wang H P (1-4)   | Ovtcharov P (2–4) | 4.      |

Kobiety
| Zawodniczka  | Konkurencja | Eliminacje          | Runda 1             | Runda 2             | Runda 3             | Runda 4             | Ćwierćfinały        | Półfinały           | Finał               | Finał   |
| Zawodniczka  | Konkurencja | Przeciwniczka Wynik | Przeciwniczka Wynik | Przeciwniczka Wynik | Przeciwniczka Wynik | Przeciwniczka Wynik | Przeciwniczka Wynik | Przeciwniczka Wynik | Przeciwniczka Wynik | Pozycja |
| ------------ | ----------- | ------------------- | ------------------- | ------------------- | ------------------- | ------------------- | ------------------- | ------------------- | ------------------- | ------- |
| Chen Szu-yu  | singel      | BYE                 | BYE                 | Tóth W (4–3)        | Feng T P (1-4)      | NQ                  | NQ                  | NQ                  | NQ                  | NQ      |
| Huang Yi-hua | singel      | BYE                 | BYE                 | Miao W (4–0)        | Li Q P (0-4)        | NQ                  | NQ                  | NQ                  | NQ                  | NQ      |

### Tenis ziemny
Mężczyźni
| Zawodnik    | Konkurencja    | 1/32                         | 1/16             | 1/8              | Ćwierćfinały     | Półfinały        | Finał            | Finał   |
| Zawodnik    | Konkurencja    | Przeciwnik Wynik             | Przeciwnik Wynik | Przeciwnik Wynik | Przeciwnik Wynik | Przeciwnik Wynik | Przeciwnik Wynik | Pozycja |
| ----------- | -------------- | ---------------------------- | ---------------- | ---------------- | ---------------- | ---------------- | ---------------- | ------- |
| Lu Yen-hsun | gra pojedyncza | al-Dżaziri 6:7(10), 6:4, 3:6 | NQ               | NQ               | NQ               | NQ               | NQ               | NQ      |

Kobiety
| Zawodniczka                   | Konkurencja    | 1/32                  | 1/16                             | 1/8                                 | Ćwierćfinały                 | Półfinały           | Finał               | Finał   |
| Zawodniczka                   | Konkurencja    | Przeciwniczka Wynik   | Przeciwniczka Wynik              | Przeciwniczka Wynik                 | Przeciwniczka Wynik          | Przeciwniczka Wynik | Przeciwniczka Wynik | Pozycja |
| ----------------------------- | -------------- | --------------------- | -------------------------------- | ----------------------------------- | ---------------------------- | ------------------- | ------------------- | ------- |
| Hsieh Su-wei                  | gra pojedyncza | Peng 3:6, 7:6(3), 5:7 | NQ                               | NQ                                  | NQ                           | NQ                  | NQ                  | NQ      |
| Chuang Chia-jung Hsieh Su-wei | gra podwójna   | —                     | Chakravarthi Mirza 6:1, 3:6, 6:1 | Pennetta Schiavone 6:7(3), 7:5, 6:4 | Hlaváčková Hradecká 3:6, 4:6 | NQ                  | NQ                  | NQ      |

### Wioślarstwo
Mężczyźni
| Zawodnik      | Konkurencja | Eliminacje | Eliminacje | Repasaże | Repasaże | Ćwierćfinał | Ćwierćfinał | Półfinał | Półfinał | Finał   | Finał   |
| Zawodnik      | Konkurencja | Czas       | Miejsce    | Czas     | Miejsce  | Czas        | Miejsce     | Czas     | Miejsce  | Czas    | Miejsce |
| ------------- | ----------- | ---------- | ---------- | -------- | -------- | ----------- | ----------- | -------- | -------- | ------- | ------- |
| Wang Ming-hui | jedynka     | 7:15.77    | 4. R       | DSQ      | 5. P E/F | BYE         | BYE         | 7:33.18  | 1. F E   | 7:33.28 | 26.     |

### Żeglarstwo
Mężczyźni
| Zawodnik  | Konkurencja | Wyścig | Wyścig | Wyścig | Wyścig | Wyścig | Wyścig | Wyścig | Wyścig | Wyścig | Wyścig | Wyścig | Punkty | Finałowa pozycja |
| Zawodnik  | Konkurencja | 1      | 2      | 3      | 4      | 5      | 6      | 7      | 8      | 9      | 10     | M*     | Punkty | Finałowa pozycja |
| --------- | ----------- | ------ | ------ | ------ | ------ | ------ | ------ | ------ | ------ | ------ | ------ | ------ | ------ | ---------------- |
| Chang Hao | RS:X        | 33     | 36     | 35     | 36     | 33     | 33     | 37     | 37     | 24     | 22     | –      | 289    | 35.              |